# 디틀레브 고트하르트 몬라트
디틀레브 고트하르트 몬라트(덴마크어: Ditlev Gothard Monrad, 1811년 11월 24일~1887년 3월 28일)는 덴마크의 정치인이다. 1863년 12월 31일부터 1864년 7월 11일까지 제9대 덴마크의 총리를 역임했다.
제2차 슐레스비히 전쟁 시기에는 독일의 오토 폰 비스마르크에 저항했다. 전쟁 이후에는 뉴질랜드 북섬에 위치한 파머스턴노스 (Palmerston North)로 이주하면서 482에이커의 토지를 매입했다. 그러나 1869년에 일어난 마오리족의 반란을 피하기 위해 가족들과 함께 덴마크로 귀환했다.